# Dvor Otok, Črnomelj
Dvor Otok je nekoč stal na okljuku "Otok" v naselju Vukovci znotraj občine Črnomelj. Domneva se, da je spadal h gospostvu Kovačji grad (nemško Wolffsperg). Danes o njem ni vidnih sledi.